# 韓国選挙放送
韓国選挙放送（かんこくせんきょほうそう、韓国選挙放送、ETV、Korea Election Broadcasting System）は、中央選挙管理委員会が運営する選挙専門放送である。2017年4月26日に開局した。

## 概要
韓国選挙放送(eTV)は、選挙·民主主義に関する情報提供のための専門放送チャンネルで、中央選挙管理委員会が運営するチャンネルである。
2014年4月1日から運営していたインターネット放送（NECテレビ）をテレビ放送媒体に切り替えたもので、平成29年4月26日からテレビ配信を開始した。 「放送法」に基づき、放送チャンネル使用事業者として登録した。

## 韓国選挙放送CI
ロゴの投票用紙の角度と比率をそのまま借用し、機関との連携性を持ち、ハングルの造形美を盛り込んだデザインで選挙と民主市民教育専門放送のイメージを形象化した。

## 送出分野

### 選挙期間
- 選挙情報

### 非選挙期間
- 選挙制度
- 民主主義関連コンテンツ

## 受賞
- 2017. 5. YTN「功労賞」受賞
- 2018. 5. 放送通信審議委員会「今月の良い番組」選定